# Salpis albipunctaria
Salpis albipunctaria là một loài bướm đêm trong họ Geometridae.